# كرتون نتورك: ضربة وقت الانفجار
كرتون نتورك ضربة إنفجار الوقت، (بالإنجليزية:  Cartoon Network: Punch Time Explosion)‏، هي لعبة فيديو كروس أوفر قتالية تم تطويرها من قبل أستديو بابايا ونشرتها كريف إنترتينمنت لي نينتندو 3دي أس. وتتميز اللعبة بشخصيات الرسوم المتحركة المختلفة لكرتون نتورك التي تقاتل بعضها البعض، تم إصدار اللعبة في يونيو 2011 في أمريكا الشمالية وفي أبريل 2012 في اوروبا، وأصدرت للعب على وي وبلاي ستيشن 3 وإكس بوكس 360.

## موضوع اللعب
كرتون نتورك: ضربة وقت الإنفجار هي لعبة قتال منصة ثنائية الأبعاد تتميز بأسلوب لعب مشابه لسلسلة سوبر سماش برذرز مع ما يصل إلى أربعة لاعبين يتحركون ويقاتلون على متن طائرة ثنائية الأبعاد ويحاولون إقصاء خصومهم خارج الساحة تحتوي كل شخصية قابلة للعب على مجموعة فريدة من التحركات التي يمكنهم استخدامها لمهاجمة خصومهم ويتم ذلك عن طريق الضغط على اتجاه مع أحد أزرار الهجوم، عندما يضرب اللاعبون بعضهم البعض ستسقط منهم مكعبات متوهجة جميع هذه المكعبات سوف يملأ تدريجياً العداد الخاص للاعب عندما يكون ممتلئًا، يمكن للاعب استخدام «ضربة وقت الإنفجار» لشخصيته وهو هجوم قوي يمكن أن يتسبب في أضرار جسيمة للعديد من الخصوم على سبيل المثال، يتحول بن 10: ألتيمت إليين إلى هيومانغوصور ويطلق الصواريخ في جميع أنحاء المنصة، يمكن للاعبين أيضًا استخدام عناصر مختلفة تظهر بشكل عشوائي على المسرح لمهاجمة خصومهم بما في ذلك عنصر يستدعي واحدًا من 19 شخصية مساعدة (22 في إصدار XL) لمساعدة اللاعب في الإصدار XL يمكن أن تتعاون الشخصيات القابلة للعب مع بعض الشخصيات المساعدة والقيام بهجمات التآزر على سبيل المثال يأكل تشاودر طبقًا من ملفات تعريف الارتباط ويصبح سمينًا وتدمره مدام فوستر حول المنصة، يمكن للاعبين الاختيار من بين 21 مرحلة مختلفة للمعارك (26 في إصدار XL) تتحول العديد من المراحل بين مراحل متعددة مع استمرار المعركة، ويمكن للاعبين استخدام عناصر المرحلة من أجل إخراج لاعبين آخرين على سبيل المثال في مرحلة مختبر دكستر يمكن للاعبين سحب رافعتين مختلفين أحدهما ينشط حزام ناقل والآخر يطلق ليزر قاتل

### الشخصيات
يمكن للاعبين الاختيار من بين ثمانية عشر شخصية قابلة للعب، مستمدة من أحد عشر سلسلة رسوم متحركة لكرتون نتورك، تمت إضافة ثمانية شخصيات إضافية إلى الإصدار XL ليصبح المجموع 26
- بن 10
- بن تينيسون
- فيلغاغس
- كيفين ليفين
- يونغ بن تينيسون
- فرسان الكوكب
- كابتين بلانيت
- تشاودر
- تشاودر
- كيمشي
- أولاد الجيران
- رقم واحد
- الأب
- مرحاض
- مختبر دكستر
- دكستر
- القرد مانكي
- منزل فوستر
- ماك
- بلو
- مغامرات بيلي وماندي
- بيلي
- ماندي
- هوس ديلاجدو
- جوني برافو
- جوني برافوا
- فلاب جاك
- فلاب جاك
- كابتين كيناكلز
- فتيات القوة
- بلوسوم
- بابلز
- باتركاب
- هيم
- ساموراي جاك
- ساموراي جاك
- اكو

## روابط خارجية
- كرتون نتورك: ضربة وقت الانفجار على موقع IMDb (الإنجليزية)